# Drohiczyn
Drohiczynⓘ é um município no nordeste da Polônia, na voivodia da Podláquia e no condado de Siemiatycze. É a sede da comuna urbano-rural de Drohiczyn. Está situado no planalto de Drohiczyn, no rio Bug.
Drohiczyn recebeu os direitos de cidade em 1429. Nos anos 1975–1998 a cidade pertenceu administrativamente à voivodia de Białystok. A cidade está localizada no leste da Polônia, na parte sul da voivodia da Podláquia. A estrada nacional n.º 62 (Siemiatycze — Strzelno) atravessa a cidade. Ela é um centro de serviços para a agricultura; processamento de madeira em pequena escala e agroalimentar. É a capital da Diocese de Drohiczyn. Foi a cidade real da Coroa do Reino da Polônia no conselho de Drohiczyn, na região de Drohiczyn da antiga voivodia da Podláquia em 1795. O local de recrutamento pela nobreza da voivodia da Podláquia da Primeira República da Polônia. É a capital histórica da Podláquia.
Estende-se por uma área de 15,7 km², com 1 740 habitantes, segundo o censo de 31 de dezembro de 2024, com uma densidade populacional de 111 hab./km².

## História

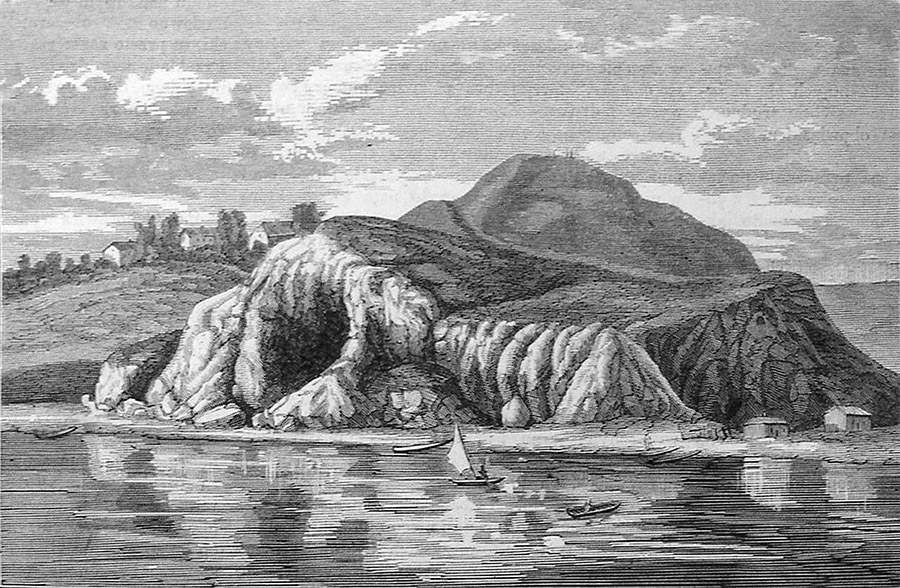
Monte do Castelo em Drohiczyn

No século XI havia um castro na fronteira ruteno-polonesa com uma importante alfândega no rio Bug, por onde eram transportadas mercadorias vindas da Rússia de Kiev. Drohiczyn pode ter sido originalmente um castro associado ao assentamento mazoviano, construído em meados do século XI, ou antes, que só mais tarde foi tomado pelos governantes do Principado de Turov. No século XII, o assentamento era a capital do Ducado de Drohiczyn no círculo de influência de Casimiro II, o Justo. Em 1237 Conrado I concedeu a cidade com seus arredores aos Cavaleiros de Cristo prussianos, planejando realizar a cristianização dos lituanos e jotvíngios. A Ordem foi removida por Daniel, Duque de Vladimir-Halice, que estabeleceu aqui sua base para expedições contra os jotvíngios (1240). Em seguida, pertenceu temporariamente à Mazóvia. No final do século XIII foi tomado pela Lituânia. Então ele mudou de mãos. No século XV, os Jaguelões compraram a fortaleza dos Duques da Mazóvia. Drohiczyn recebeu direitos de cidade em 1498 por Alexandre Jaguelão, e como resultado, a praça da cidade deveria ter visto açougues, uma oficina de corte de tecidos, uma casa de banhos, uma oficina de fundição de cera, um edifício de pesagem e uma prefeitura. A partir de 1520, a capital da voivodia da Podláquia, Drohiczyn, permaneceu assim até o período das partições. Em 1569 foi incorporada à Coroa do Reino da Polônia. O século XVI foi o período de maior prosperidade da cidade.

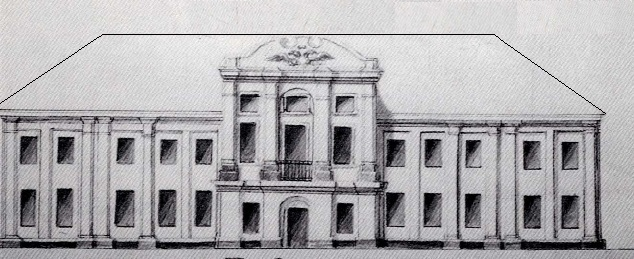
Colégio Jesuíta em Drohiczyn

No início do século XVII, havia três igrejas em Drohiczyn, igrejas uniatas e ortodoxas, e quatro mosteiros, incluindo dois católicos (franciscanos e beneditinos). Havia também um hospital, farmácia e escola na cidade. O período de desenvolvimento bem-sucedido foi interrompido pelo dilúvio sueco e a destruição da cidade em 1657 pelas tropas da Transilvânia de Jorge II Rakoczy, e depois pelo exército moscovita em 1660, durante o qual Drohiczyn perdeu 68% de sua população. No século XVIII, foram construídas igrejas barrocas e mosteiros que ainda existem. Privada de sua antiga glória comercial, Drohiczyn tornou-se famosa na época por suas maravilhosas escolas: uma creche dirigida pelos franciscanos e uma escola jesuíta, que em 1747 obteve o grau de colégio.

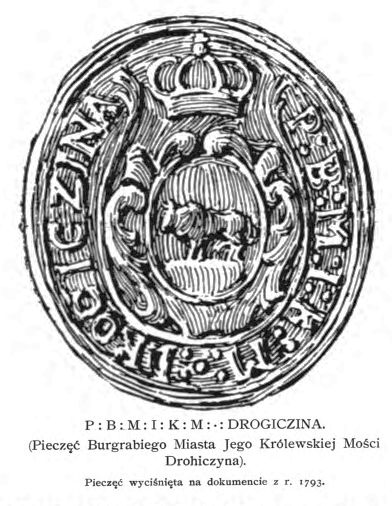
Selo da cidade em 1793

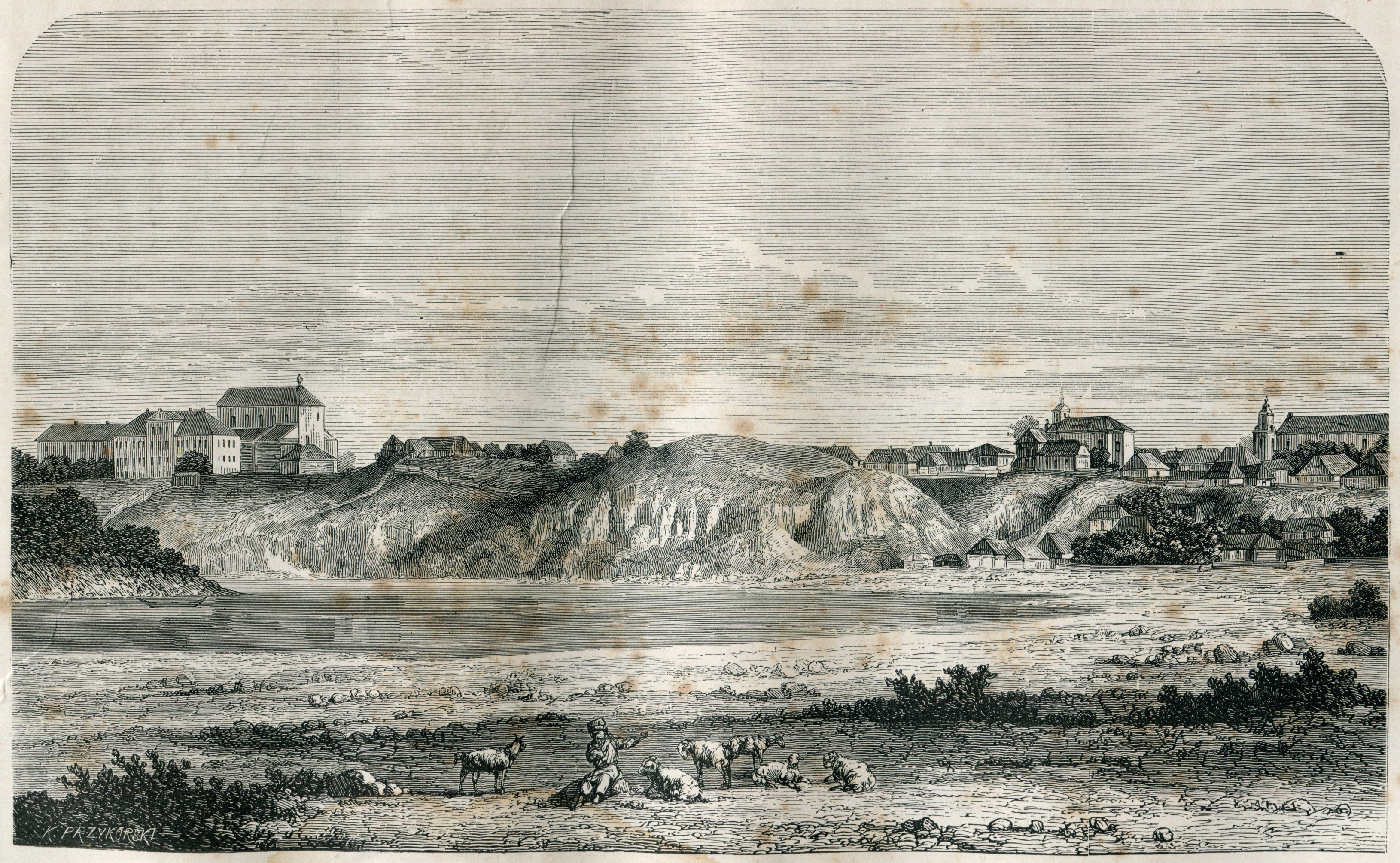
Panorama de Drohiczyn do final do século XIX

O século XIX foi o período do declínio da cidade. A antiga capital da voivodia, onde as pessoas frequentavam escolas, assembleias e cortes, transformou-se numa cidade provinciana sem perspectivas de desenvolvimento, afastada das novas vias de comunicação. Em 1839, os invasores russos liquidaram a Igreja uniata, portanto, as igrejas uniatas em Drohiczyn foram transformadas em igrejas ortodoxas. Nos anos 1808–1842, a cidade foi a sede do distrito na Oblast de Białystok, incorporada ao Império Russo. O número de habitantes diminuiu de cerca de 2 mil em 1775 para 835 em 1857. A aldeia de Ruska Strona, na margem esquerda do rio, na Polônia do Congresso, desapareceu completamente.
No início do século XX, o afluxo de judeus fez com que a população aumentasse novamente para 2 mil. Durante duas guerras mundiais a cidade foi destruída novamente e depois reconstruída, mas não recuperou sua posição antes das partições da Polônia.
No período entre guerras, havia três igrejas católicas, uma igreja ortodoxa e um ginásio estatal. A Associação Educacional Judaica “Tarbutt”, a União dos Comerciantes e a Associação de Artesãos Judeus estavam ativas. Em 1929, o prefeito era Henryk Moniuszko, e o comandante do corpo de bombeiros era Wilhelm Haszko.
Durante a ocupação nazista, na primavera de 1942, os alemães estabeleceram um gueto para residentes judeus. Cerca de 4 500 pessoas ficaram lá. Em 15 de outubro de 1942, os alemães finalmente liquidaram o gueto. Os judeus foram assassinados perto da estação ferroviária e em Bronna Góra.
Hoje, Drohiczyn desempenha funções de serviço e comerciais para as aldeias vizinhas e, devido à sua localização pitoresca, é também uma estância de veraneio. As tradições das escolas em Drohiczyn são mantidas por: Seminário Teológico Superior, escola primária e escola secundária geral. Desde 1991, Drohiczyn é a sede da diocese de Drohiczyn. Há três igrejas católicas e uma igreja ortodoxa. Em 10 de junho de 1999, foi realizado aqui um encontro ecumênico com o Papa João Paulo II. O ator Daniel Olbrychski é associado a Drohiczyn, após o qual o cinema local recebeu o nome de Daniel. Em Drohiczyn, foram gravados os filmes: Panny z Wilka, Sanatorium pod Klepsydrą e Faustyna, bem como episódios da série Nad Niemnem e Ojciec Mateusz.

### Linha do tempo

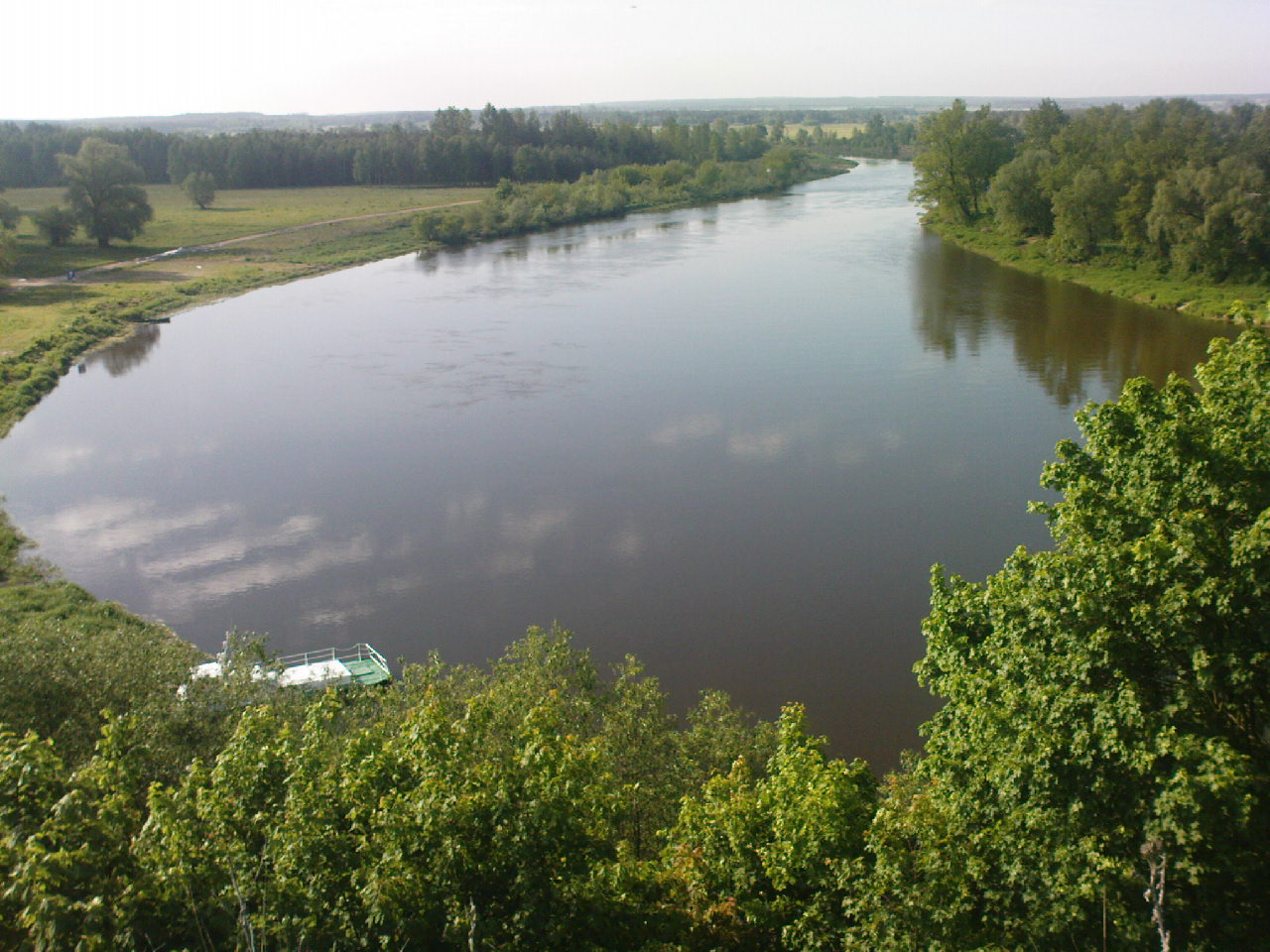
Desfiladeiro do rio Bug em Drohiczyn — visto do Monte do Castelo

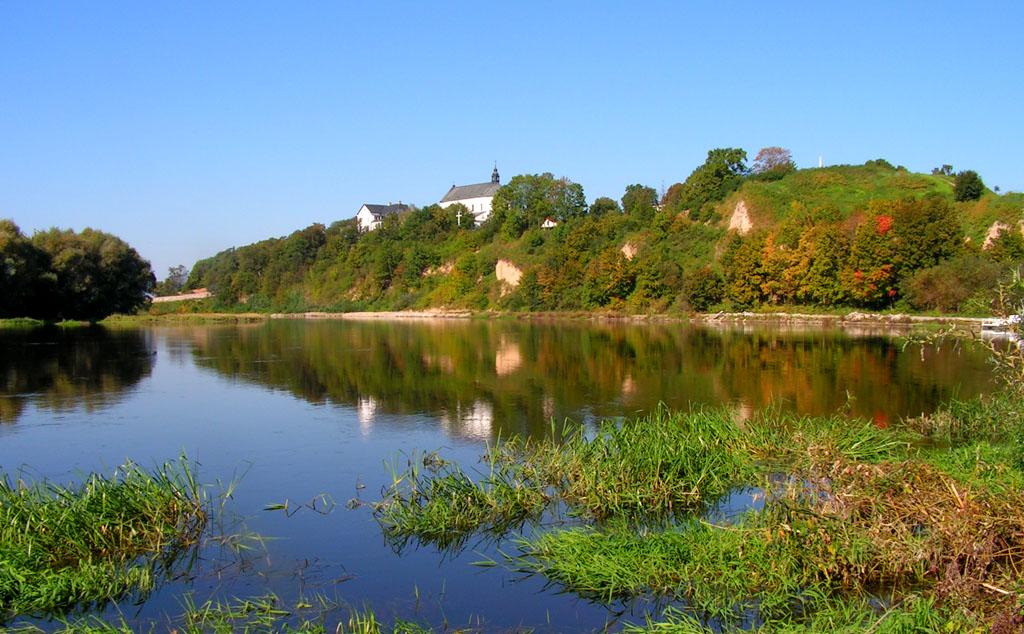
Monte do Castelo

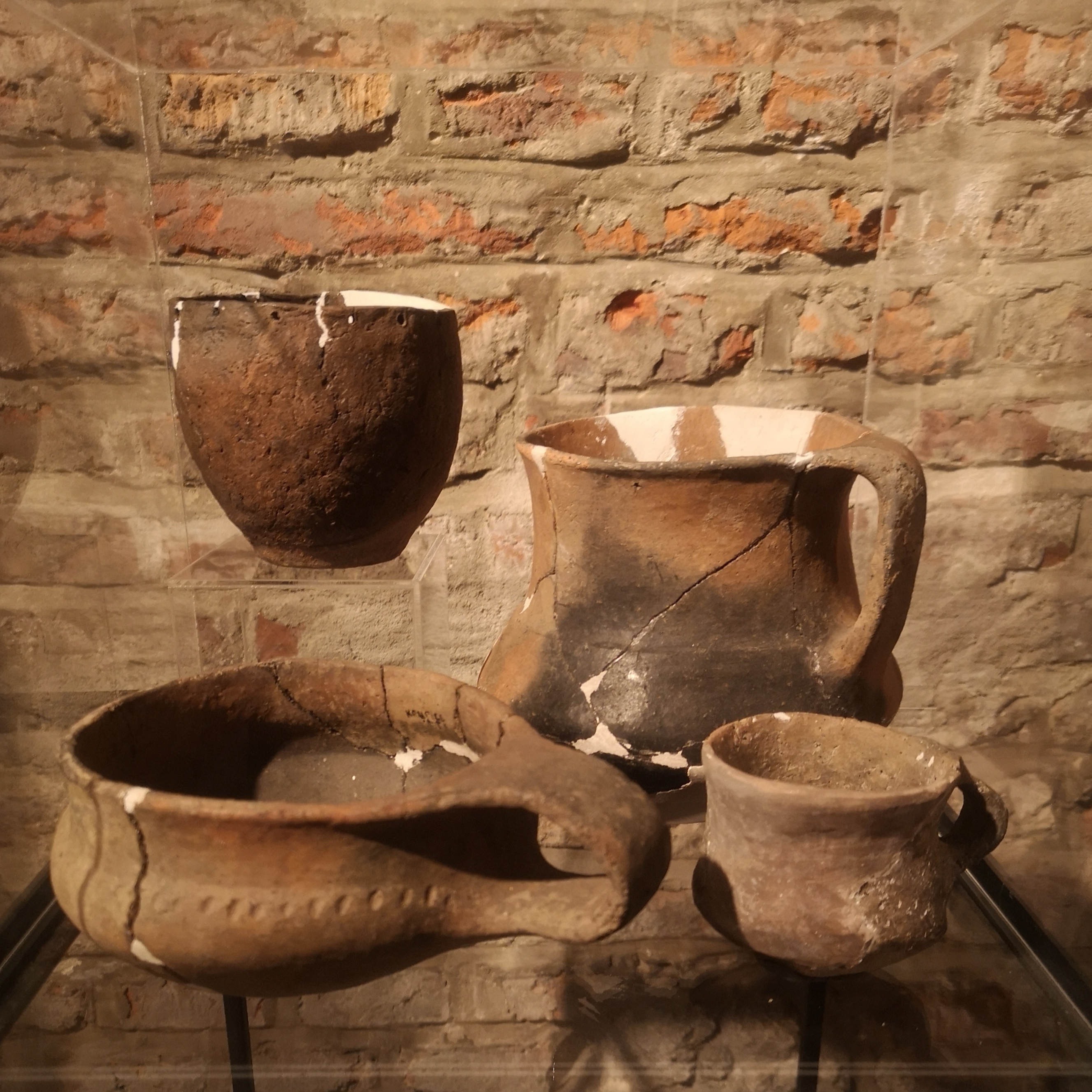
Louças de barro descobertas perto de Drohiczyn

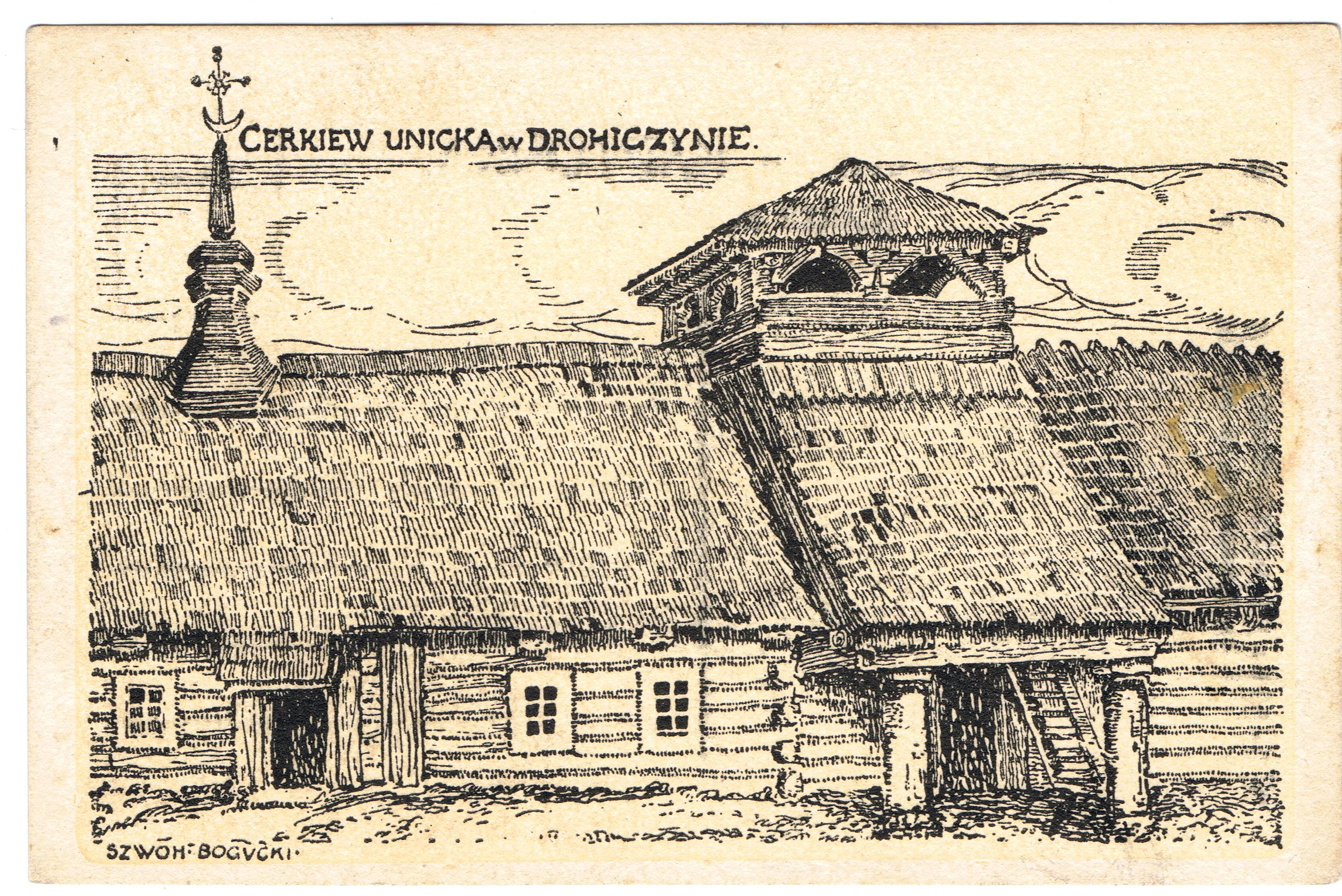
Igreja Uniata em Drohiczyn

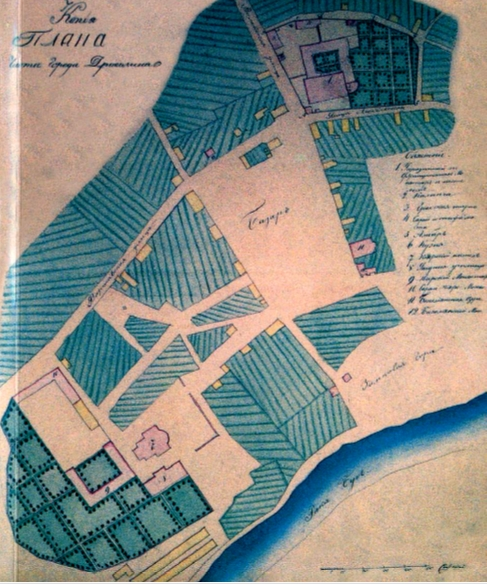
Planta de Drohiczyn de 1810

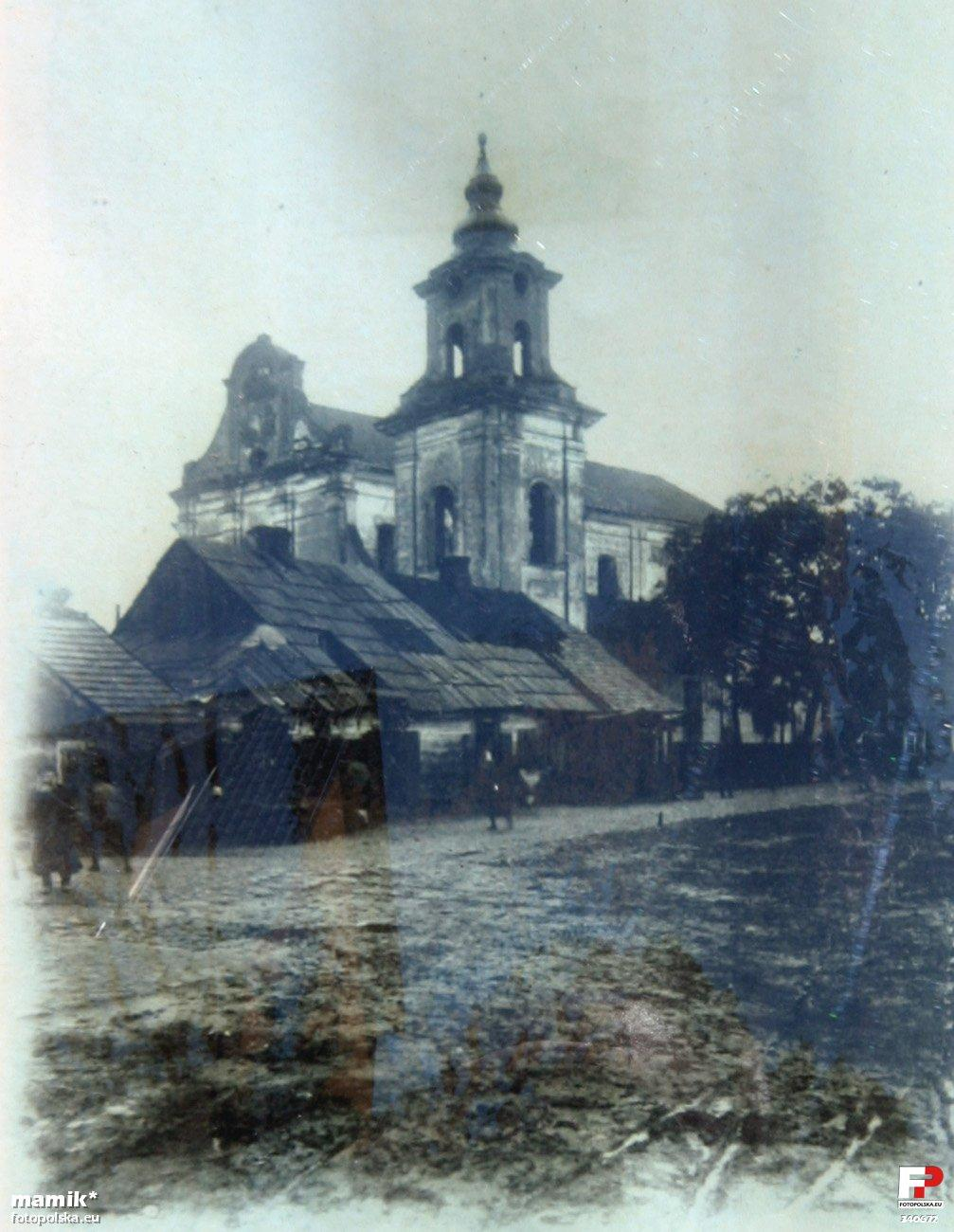
Praça do mercado em Drohiczyn em 1925

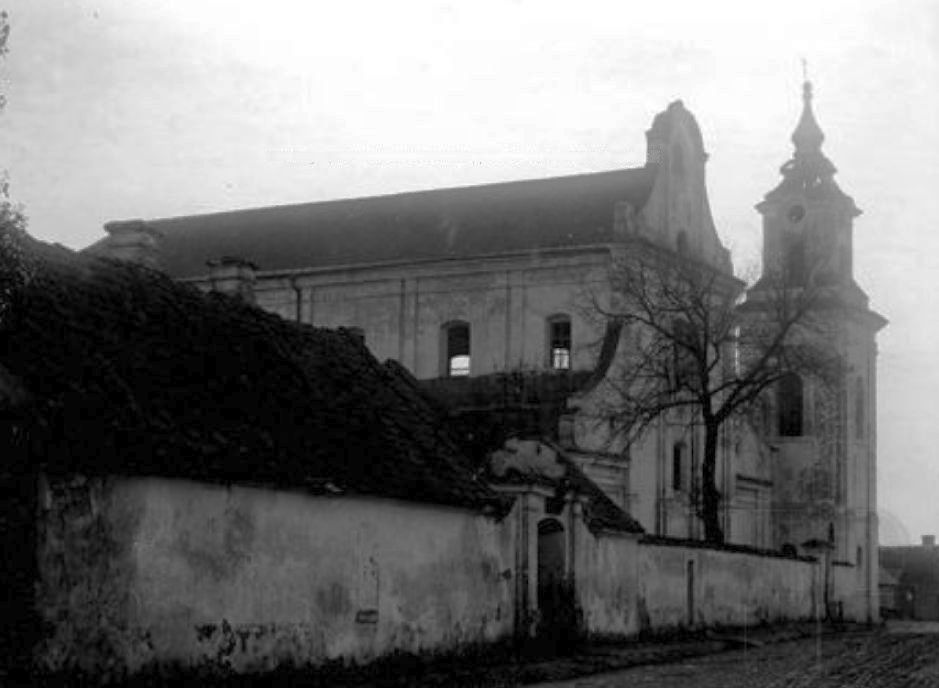
Igreja franciscana em Drohiczyn início do século XX

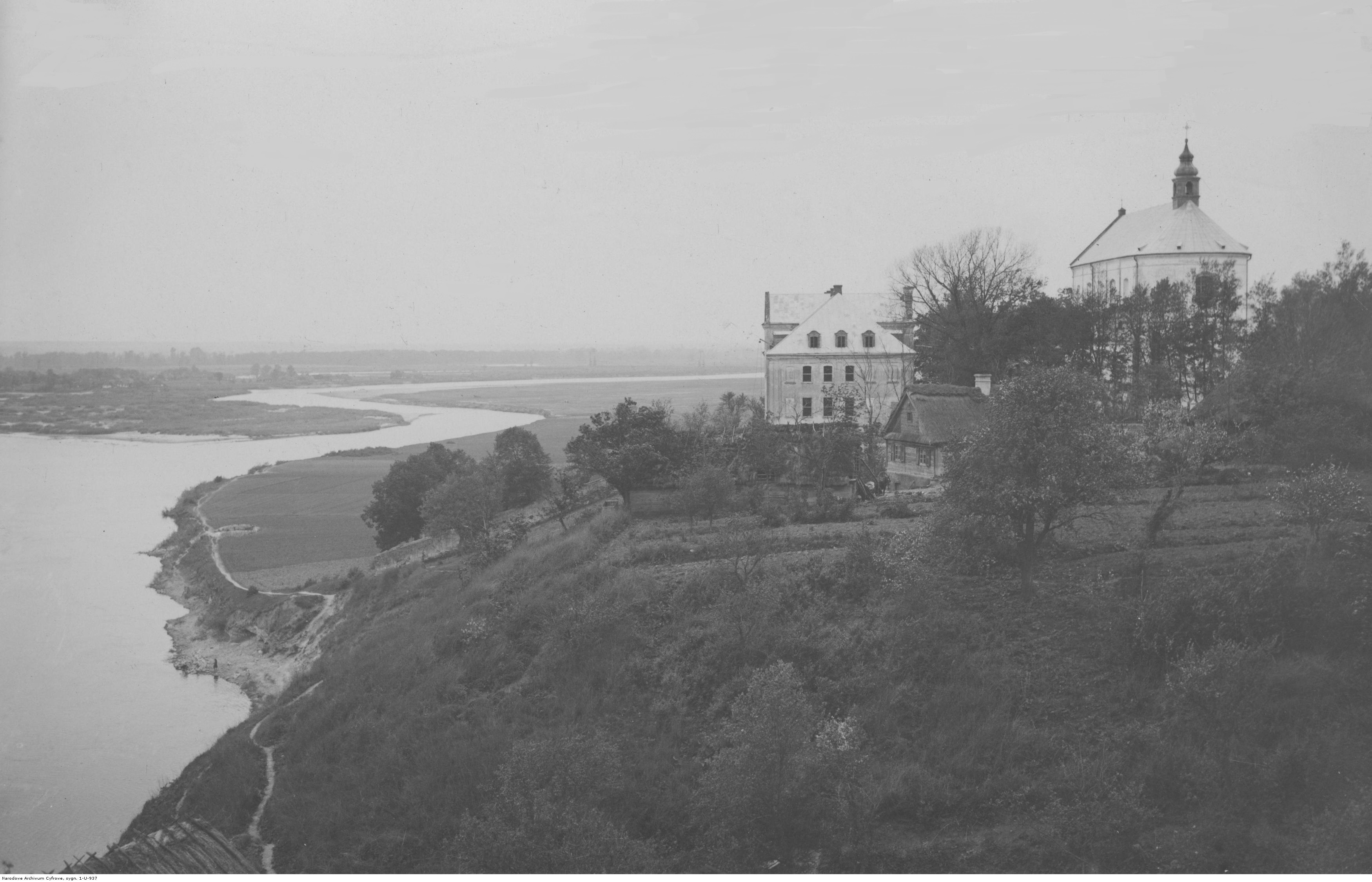
Desfiladeiro do rio Bug e a igreja da Santíssima Trindade no período entre as guerras

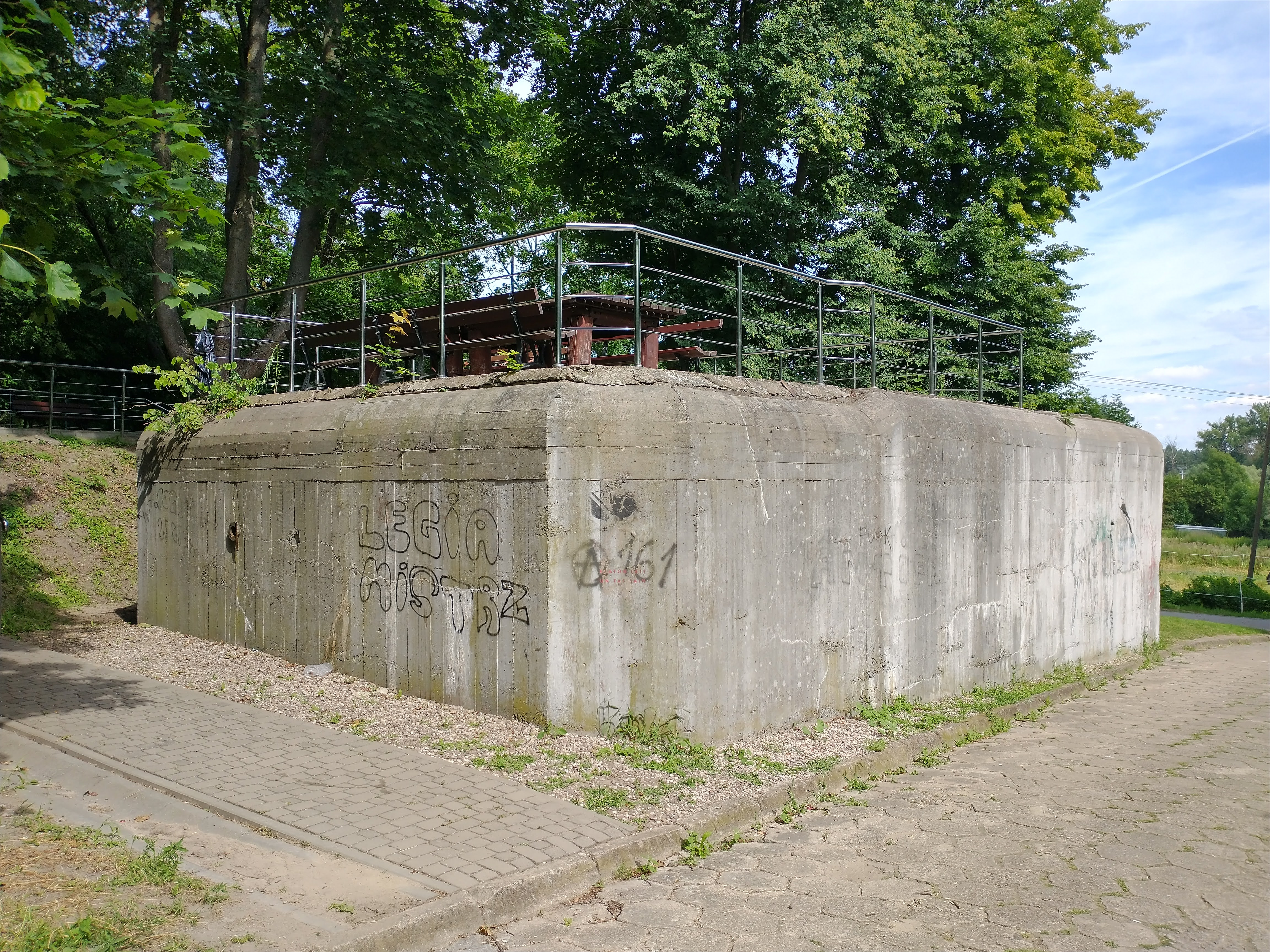
Abrigo subterrâneo russo da Segunda Guerra Mundial (Linha Molotov)

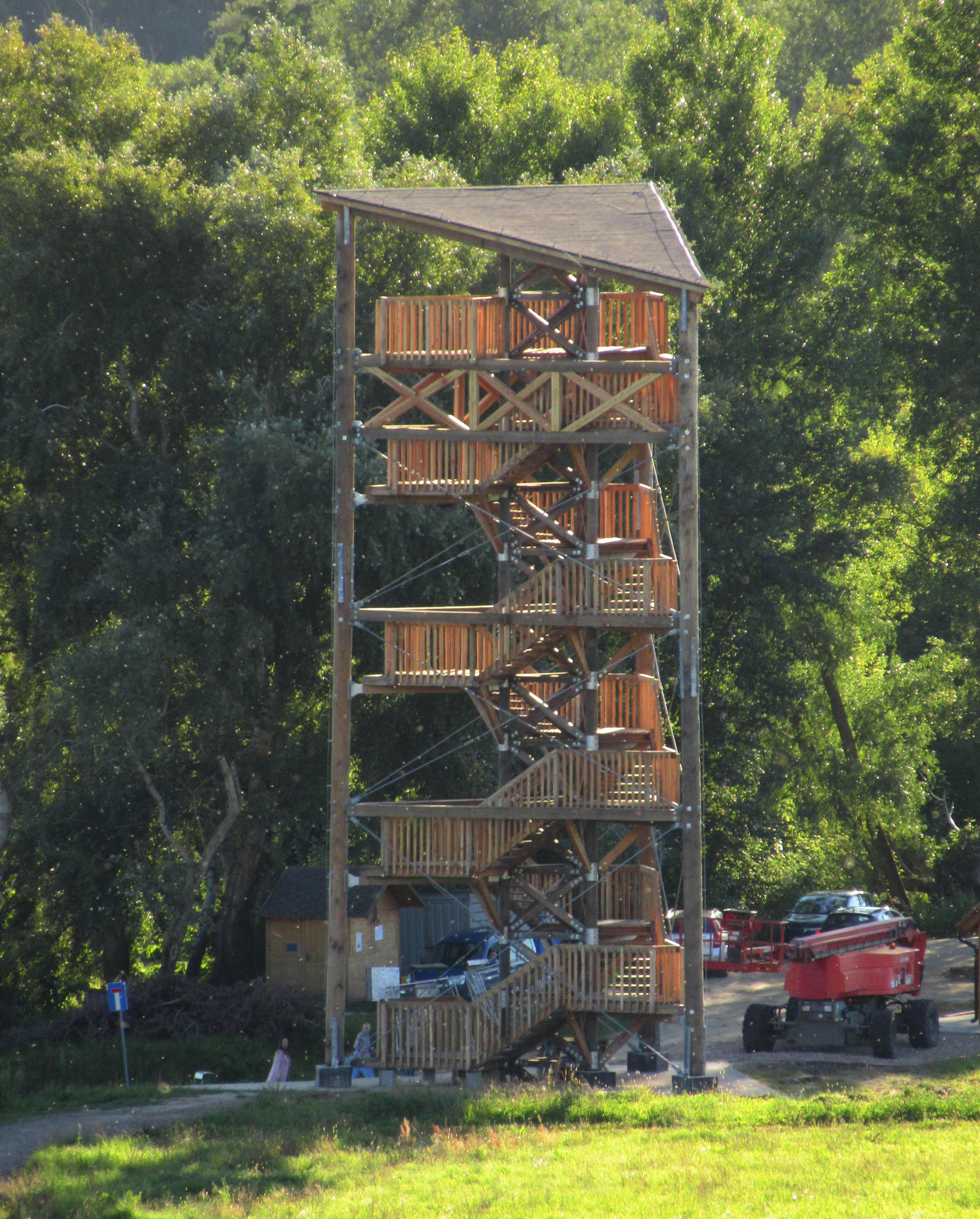
Torre de observação

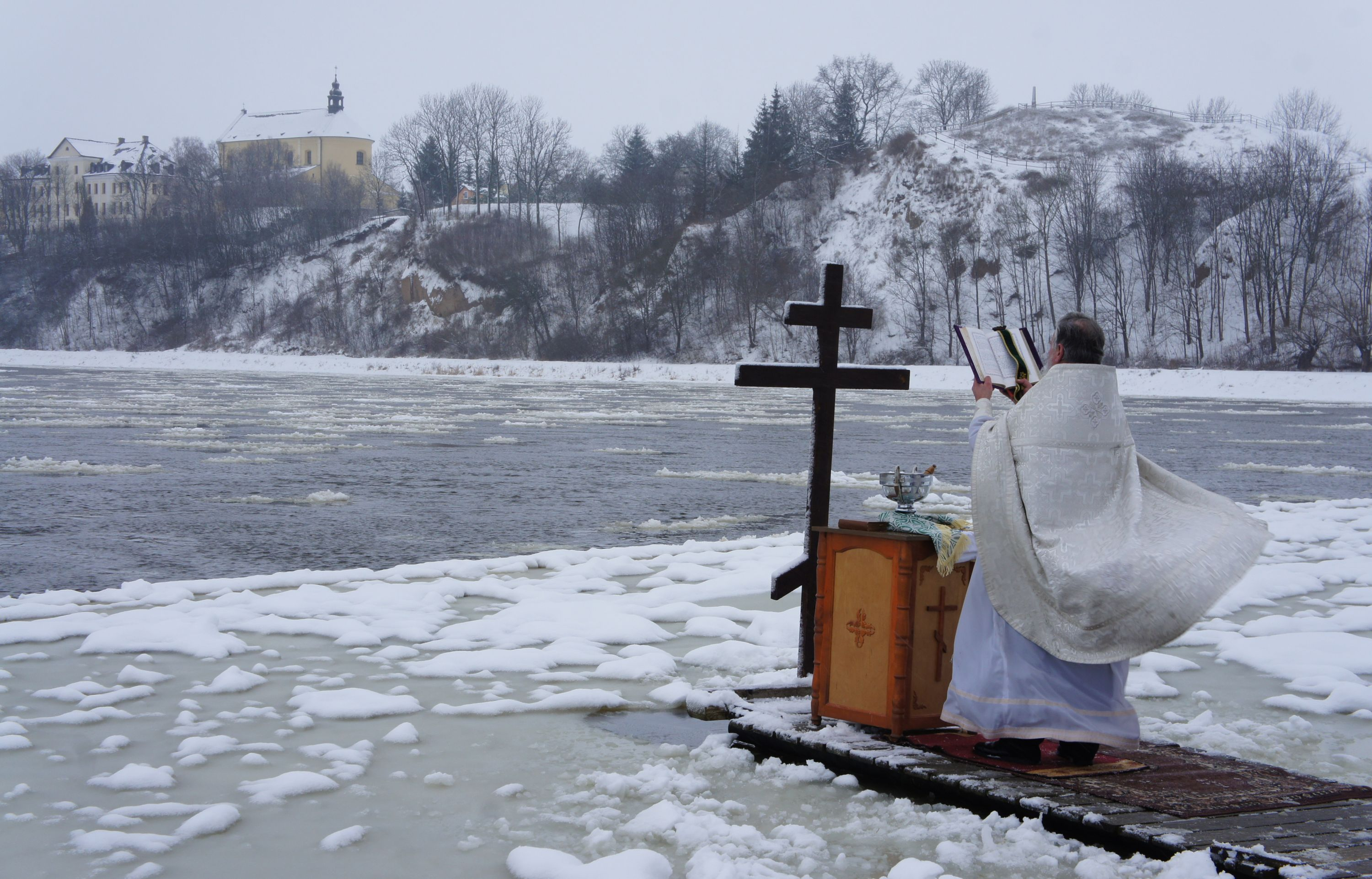
Celebração da Festa do Jordão sobre o rio Bug

- Século VII — os vestígios arqueológicos mais antigos (túmulos)
- 1018–1022 — a margem sul do rio Bug, perto da fortaleza, é ocupada por Boleslau I, o Bravo
- Século XI — Drohiczyn pertence à Polônia, pois a cidade fronteiriça é Brześ.[11].
- 1038 — alegada data de fundação do castro
- 1044–1046 — a fortaleza é provavelmente tomada do Duque Casimiro, o Restaurador, pelo Duque de Kiev, Jaroslau I, o Sábio, em troca de sua ajuda na repressão de uma revolta do voivoda mazoviano Mieclav
- 1102 — Drohiczyn pertence à Polônia, pois a cidade fronteiriça é Brześć[11]
- 1142 — primeira menção direta a Drohiczyn, registrada na Crônica de Kiev. O Duque de Kiev, Vsévolod II, governou a fortaleza[12]
- 1145 — Drohiczyn brevemente sob o governo de Ígor II de Kiev[12]
- 1180 — Drohiczyn foi dada ao príncipe Leszek da Mazóvia (filho de Boleslau Kędzierzawy) em troca de ajuda militar dada a Wasylek, o príncipe de Brzeg-Drohiczyn, em sua expedição contra Włodzimierz Wołodarowicz[12]
- 1182 — o castro é ocupado pelo príncipe Casimiro, o Justo,[12] que colocou nele um governador subordinado.[13]
- 1190 — Polevius é provavelmente o governante da fortaleza
- 1192 — Casimiro, o Justo, durante uma expedição de retaliação contra os jatvíngios, derrotou seus aliados rutenos perto de Drohiczyn e capturou a fortaleza[14] Desde então, Drohiczyn foi novamente anexada à Mazóvia até 1243.[13]
- 1209–1227 — Drohiczyn é propriedade do príncipe Lesco I, o Branco[15]
- 1230 — Conrado I da Mazóvia assumiu Drohiczyn
- 1237 — em 8 de março, Conrado I da Mazóvia concedeu Drohiczyn com as propriedades de Nur até a fronteira com a Rússia à ordem dos cavaleiros dos irmãos Dobrzyń chefiados pelo mestre Herman[16][17][18]
- 1241 — Drohiczyn estava nas mãos dos poloneses, conforme mencionado na “Crônica Galego-Volínia. Crônica dos Romanowicz”[11]
- 1243 — O príncipe Daniel da Galícia capturou Drohiczyn, com a comitiva dos Templários de lá.[19] Bruno e seus cavaleiros[13][20]
- 1248 — Drohiczyn foi atacada pelos jatvíngios
- 1253 — em 6 de agosto, o legado papal Opizo de Mezzano, na presença do duque Siemowit I da Mazóvia, coroa Daniel da Galícia como o único rei da história da Rus. Depois de alguns anos, Daniel, a pedido dos tártaros, rompe a união com Roma
- 1264 — a fortaleza foi herdada por Lew Daniłowicz (filho de Daniel)
- 1275 — o príncipe lituano Trojden e Trid conquistaram Drohiczyn, que pertencia a Leu, e massacraram todos os habitantes (“e mataram todos, desde os mais jovens até aos mais velhos”). Início do período de domínio lituano na região de Drohiczyn[11]
- 1342 — Jan, filho de Dobrogost, é o governante dos Duques da Mazóvia em Drohiczyn[21]
- 1351 — a fortaleza foi mencionada como lituana[22]
- 1357 — Algirdas deu a fortaleza a Kęstutis
- 1366 — a fortaleza é mencionada como lituana nos tratados de Casimiro, o Grande com o príncipe Algirdas[22]
- 1378 — a fortaleza foi saqueada pelo comandante de Balga, Theodoric Elsner, retornando de sua expedição a Kamieniec Litewski[22]
- 1380 — a caminho de Brest, os Cavaleiros Teutônicos saquearam Drohiczyn
- 1382 — Janusz I, o Velho, ocupa a cidade como dote de sua esposa Anna Danuta[22]
- 1383 — a fortaleza foi conquistada pelos lituanos após a defesa de Mazóvia, comandada pelo marechal Sasin de Smardzewo[22][23]
- 1384 — Ladislau II Jagelão deu Drohiczyn, Mielnik e Brest para Vitautas[22]
- 1390 — Ladislau II Jagelão tomou a fortaleza de Vitautas e devolveu a Janusz I a terra de Drohiczyn com o castelo e os condados de Drohiczyn, Mielnik, Suraż, Bielsk e todas as aldeias nestes condados.[24][18] Um ano depois, Ladislau II Jagelão confirmou a doação do castelo de Łęczyca[25]
- 1392 — Ladislau II Jagelão fundou uma igreja de madeira (a primeira em Drohiczyn), substituída em 1555 por uma de tijolo, incendiada pelos suecos em 1657, reconstruída em 1709 (mais tarde a igreja paroquial da Santíssima Trindade)
- 1394 — Os Cavaleiros Teutônicos devastam as proximidades de Drohiczyn, sequestrando pessoas e gado[26]
- 1405 — Vitautas novamente o governante da fortaleza
- 1408 — o Duque Janusz I, o Velho, provavelmente concedeu a lei de Magdeburg à cidade, nomeando Stanisław Dziadek para o prefeito hereditário[22]
- 1409 — a cidade (anteriormente pertencente à diocese de Płock) é incorporada à diocese de Włodzimierz (de 1425 Lutsk)
- 1410 — A bandeira Drohick em Grunwald
- 1414 — o Pretor de Korczew é o governador em Drohiczyn
- 1429 — o Duque Janusz I, o Velho morre e Drohiczyn retorna ao domínio lituano. Stanisław Dziadek é o prefeito
- 1430 — Vitautas ordenou que Drohiczyn fosse incendiada, antecipando uma guerra com a Coroa do Reino da Polônia (a ordem provavelmente não foi cumprida)
- 1432 — Drohiczyn tomou o lado da rebelião de Świdrygiełło
- 1440 — após a morte do grão-duque lituano Zygmunt Kiejstutowicz, conforme o acordo, o castelo foi assumido pelo duque da Mazóvia, BoleslauIV de Varsóvia
- 1444
  - após o cerco da fortaleza, Casimiro IV Jagelão comprou a terra de Drohickie de Boleslau IV por 6 mil cópias de moedas de um centavo de Praga
  - privilégio de Casimiro IV Jagelão — Drohiczyn (Drogicin) é incluído no grupo de quinze grandes fortalezas na Lituânia, remoção do governador da Mazóvia, Jerzy Nasuta e substituindo-o por Gasztołd (o favorito de Casimiro)
- 1454 — Drohiczyn recebeu uma organização municipal lituana, a cidade floresceu
- 1458 — Andrzej, filho de Stanisław Dziadek, é o prefeito de Drohiczyn
- 1492 — Reclamação do funcionário da corte lituana Mikołaj Radziwiłł a Casimiro IV Jagelão que Drohiczyn foi “invadida por poloneses e devastada profusamente”
- 1494, 23 de novembro — Alexandre Jagelão mobiliou a igreja ortodoxa de Santa Bárbara
- 1498, 4 de outubro — Alexandre Jagelão emitiu outro privilégio para a lei de Magdeburgo na cidade. Menciona Drohiczyn Lacki na margem norte e Drohiczyn Ruski na margem sul[12]
- 1520 — a capital da nova voivodia da Podláquia, o início de sua criação remonta a 1513[12]
- 1514 — o tesoureiro da terra, Michael Józefowicz, irmão de Abrão, recebeu o privilégio de construir uma ponte e cobrar o pedágio
- 1569 — sob a União de Lublin, a voivodia foi incorporada à Coroa do Reino da Polônia[12]
- 1570 — menção Existem 63 salas de cerveja nas quais a cerveja é fabricada e servida, 12 salas de mel no momento, mas existem mais, 2 salas de bebidas[27]
- 1580 — a cidade tinha 320 casas e 2 mil moradores. Naquele ano, houve tumultos contra os franciscanos, quando os protestantes queimaram seu mosteiro e destruíram o sino
- 1601 — incêndio na cidade[12]
- 1631 — incêndio na cidade[12]
- 1637 — incêndio na cidade[12]
- 1656, final do outono — a cidade é saqueada pelos tártaros da Crimeia sob o comando de Subchan Gazi aga
- 1657, 31 de maio — destruição da cidade pelo exército da Transilvânia de Jorge II Rakoczy e massacre dos habitantes[12]
- 1660 — a cidade é destruída pelo exército de Moscou de Ivan Chowanski, restaram 80 casas de 380[12]
- 1660, abril — uma confederação militar foi formada na cidade, que proclamou Samuel Kmicic seu coronel-general, para persuadir o rei João II Casimiro Vasa a restaurar o hetman Paweł Jan Sapieha[28]
- 1661 — a ordem jesuíta funda uma escola
- 1662 — após as invasões dos tártaros, húngaros e moscovita, a cidade é habitada por apenas 680 pessoas
- 1678 — para apoiar o desenvolvimento econômico, o Sejm libera a cidade de impostos por vários anos
- 1682 — começa a construção da igreja dos franciscanos[12]
- 1696 — começa a construção da igreja paroquial jesuíta e internato para a nobreza pobre[12]
- 1710 — os habitantes são dizimados por uma epidemia de peste trazida pelo exército durante a Grande Guerra do Norte
- 1729 — começa a construção de um mosteiro jesuíta de tijolos
- 1734 — começa a construção da igreja das freiras beneditinas[12]
- 1737 — começa a construção de um mosteiro franciscano de tijolos
- 1747 — conclusão da construção de um novo colégio jesuíta, que obteve a categoria de colégio (Collegium Nobilium)
- 1759 — fundação do mosteiro basiliano[12]
- 1769, 3 de julho — uma reunião da nobreza da Podláquia sob a liderança do marechal Franciszek Kossowski se junta à Confederação da Ordem dos Advogados
- 1774 — a Comissão Nacional de Educação entrega aos escolápios o colégio pós-jesuíta, que funcionou como colégio escolápio
- 1775 — a cidade tinha 2 mil moradores
- 1794, 16 de abril — durante a Revolta de Kościuszko, uma divisão da Podláquia foi formada na cidade sob o comando do general Andrzej Karwowski
- 1795 — Terceira partição da Polônia, parte da margem direita do rio é incorporada ao Reino da Prússia, parte da margem esquerda, Ruska Strona, para a Áustria, perda do estatuto de capital da voivodia
- 1797 — o padre franciscano Karol Gaudenty Żera escreveu em Drohiczyn uma coletânea de anedotas chamada Vorago rerum, significando um saco de riso, ervilhas com repolho, e cada cachorro de uma aldeia diferente.
- 1799 — o censo mostrou que a cidade era habitada por 984 pessoas, incluindo 37 judeus
- 1805, 27 de maio — um incêndio na cidade em que 175 casas, a prefeitura e a igreja basiliana incendiaram
- 1807 — após os Tratados de Tilsit, a parte da margem direita foi incorporada da Prússia ao Império Russo[12]
- 1809 — a parte da margem esquerda do rio é incorporada ao Ducado de Varsóvia, e de 1815 à Polônia do Congresso
- 1831, 22 de julho — durante a Levante de Novembro uma pequena unidade sob o comando do coronel S. Różycki foi capturada pelo batalhão russo
- 1832 — após a Levante de Novembro, as autoridades russas fecharam o colégio escolápio
- 1844 — há apenas 30 casas na margem esquerda
- 1845 — as autoridades russas invasoras cancelam o mosteiro escolápio
- 1857 — o número de habitantes diminuiu para 835 pessoas
- 1863 — a margem esquerda perdeu seus direitos municipais e os habitantes abandonam suas terras
- 1883 — os poderes do domínio russo fecham a escola escolápia
- 1915, agosto — fuga dos russos como resultado da ofensiva alemã durante a Primeira Guerra Mundial
- 1918, novembro — a cidade retorna à Polônia
- 1920, 19 de agosto — Guerra polaco-bolchevique, expulsão dos bolcheviques da cidade pela 8.ª companhia do 1.º Regimento de Infantaria das Legiões
- 1939, 27 de setembro — o início da ocupação soviética,
- 1940, primavera — os soviéticos demoliram os edifícios da cidade a 800 metros do rio Bug, destruição do interior das igrejas
- 1941, 22 de junho — início da ocupação alemã
- 1944, 1 de agosto — reocupação da cidade pelo Exército Vermelho
- 1950 — a sede da Diocese de Pinsk (conhecida como a “diocese em Drohiczyn”) é transferida para Drohiczyn
- 1966 — a cidade foi visitada pelo cardeal primaz Stefan Wyszyński e pelo arcebispo Karol Wojtyła na época
- 1991 — a cidade é sede da Diocese de Drohiczyn
- 1999, 10 de junho — visita ecumênica do Papa João Paulo II

## Demografia

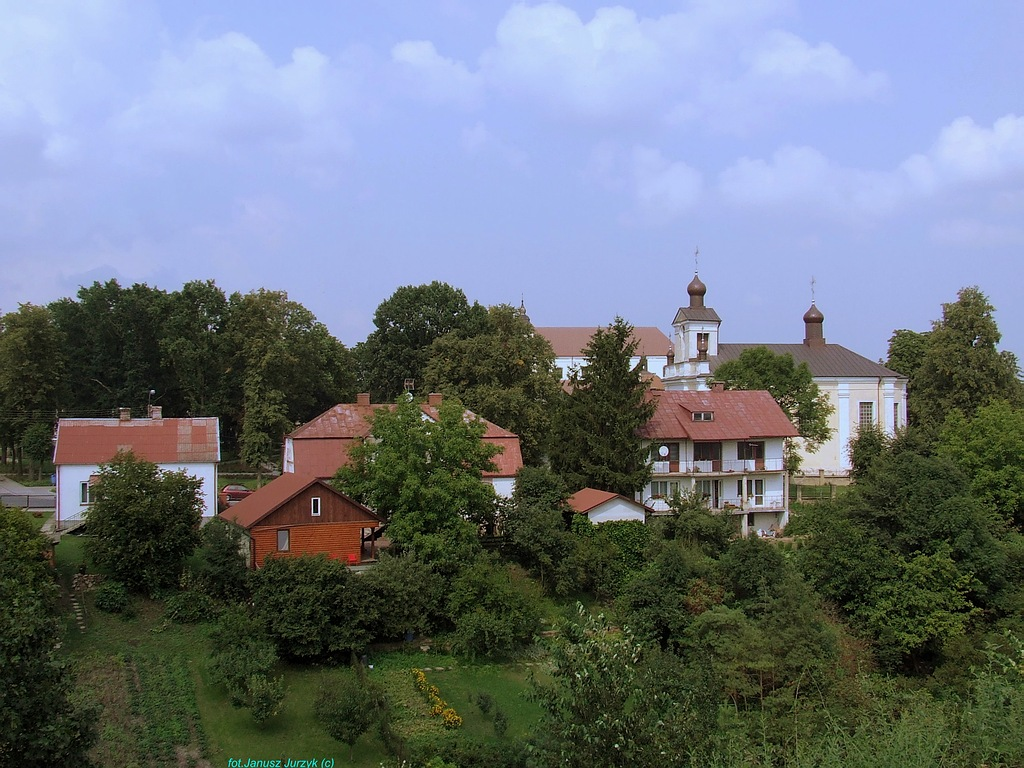
Drohiczyn

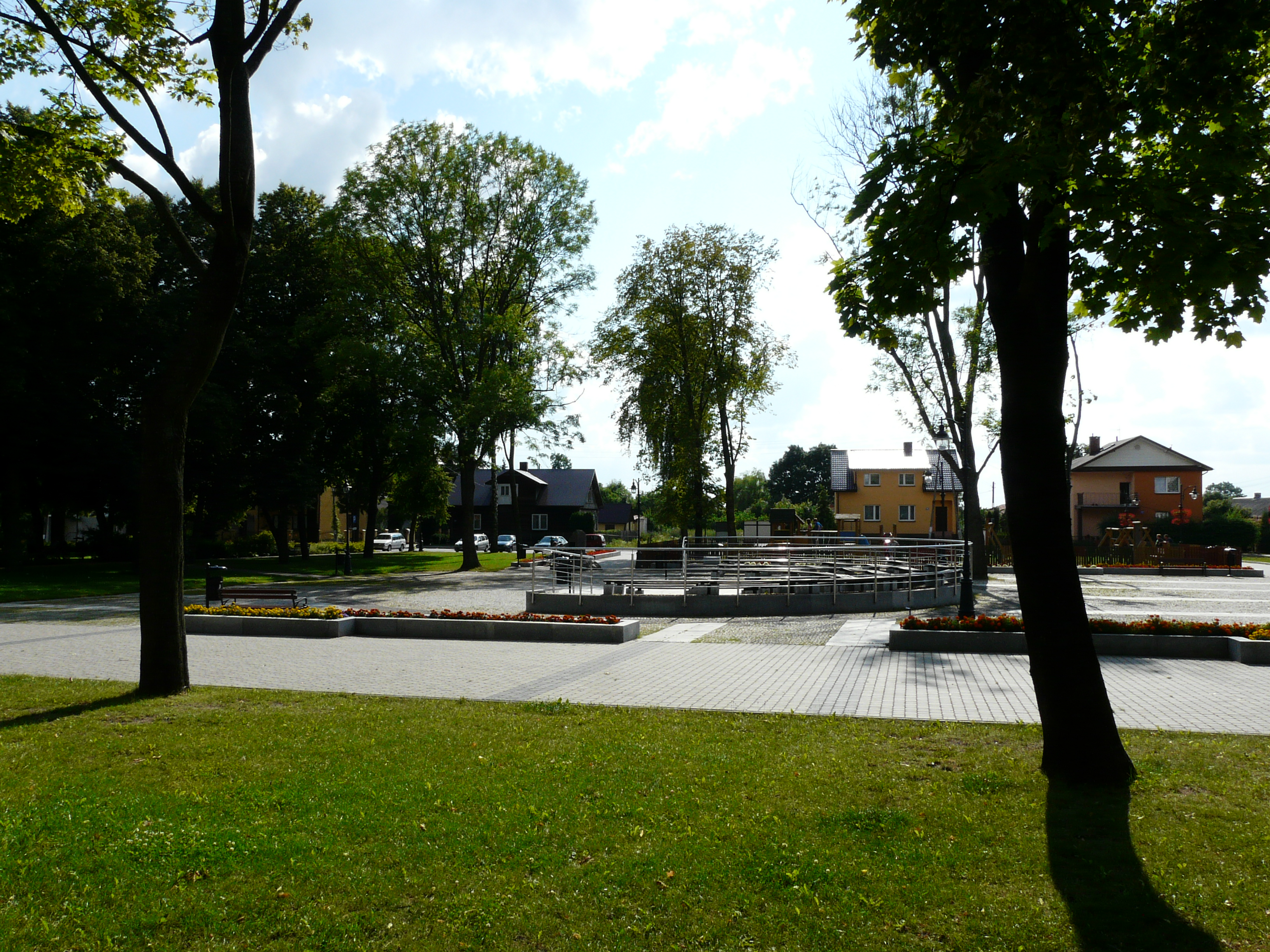
Praça do mercado em Drohiczyn após a revitalização (Praça Tadeusz Kościuszko)

Conforme os dados do Escritório Central de Estatística da Polônia (GUS) de 31 de dezembro de 2024, Drohiczyn é uma cidade muito pequena com uma população de 1 740 habitantes (35.º lugar na voivodia da Podláquia e 905.º na Polônia), tem uma área de 15,7 km² (24.º lugar na voivodia da Podláquia e 414.º lugar na Polônia) e uma densidade populacional de 111 hab./km² (32.º lugar na voivodia da Podláquia e 959.º lugar na Polônia). Nos anos 2002–2024, o número de habitantes diminuiu 17,3%.
Os habitantes de Drohiczyn constituem cerca de 4,31% da população do condado de Siemiatycze, constituindo 0,15% da população da voivodia da Podláquia.
| Descrição                         | Total      | Total    | Mulheres   | Mulheres | Homens     | Homens   |
| --------------------------------- | ---------- | -------- | ---------- | -------- | ---------- | -------- |
| unidade                           | habitantes | %        | habitantes | %        | habitantes | %        |
| população                         | 1 740      | 100      | 895        | 51,4     | 845        | 48,6     |
| superfície                        | 15,7 km²   | 15,7 km² | 15,7 km²   | 15,7 km² | 15,7 km²   | 15,7 km² |
| densidade populacional (hab./km²) | 111        | 111      | 57,1       | 57,1     | 53,9       | 53,9     |

- 1580 — 2 000 pessoas (aprox.)
- 1662 — 680 pessoas
- 1775 — 2 000 pessoas (aprox.)
- 1799 — 984 pessoas
- 1857 — 835 pessoas
- 1921 — 1 972 pessoas
- 1935 — 2 454 pessoas
- 2008 — 2 075 pessoas

Segundo o Censo Geral de 1921, a vila era habitada por 1 972 pessoas, das quais 950 eram católicas, 207 ortodoxas, 1 evangélica e 814 judeus. Ao mesmo tempo, 1 165 habitantes declararam nacionalidade polonesa, 114 bielorrussa, 687 judeus, 1 finlandês, 1 russo, 1 ruteno e 3 se descreveram como internacionalistas. Havia 289 edifícios residenciais. Segundo dados de 30 de junho de 2012, a cidade tinha 2 129 habitantes.

## Monumentos históricos
preservado

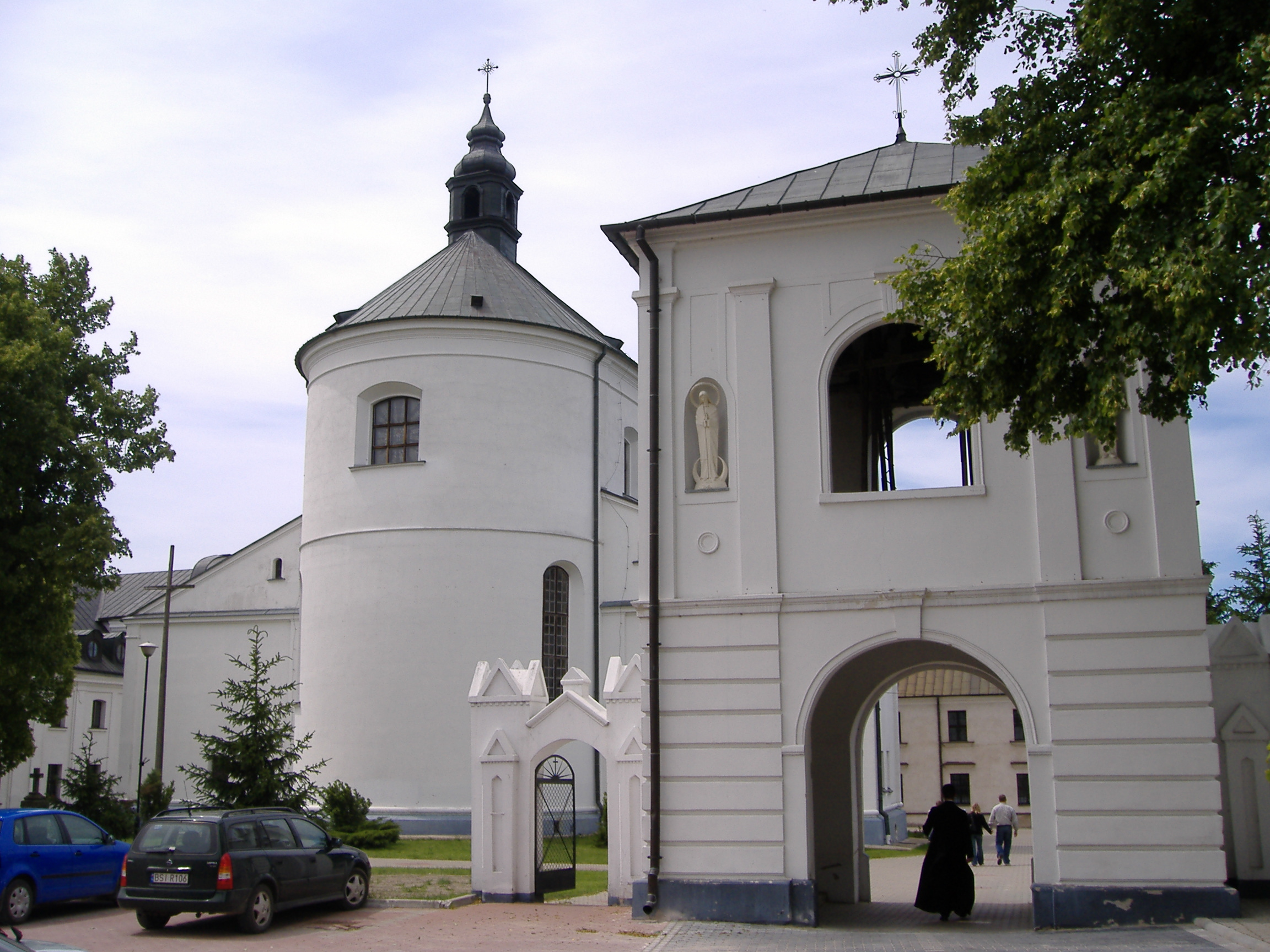
Catedral da Santíssima Trindade de 1696 e campanário de 1885

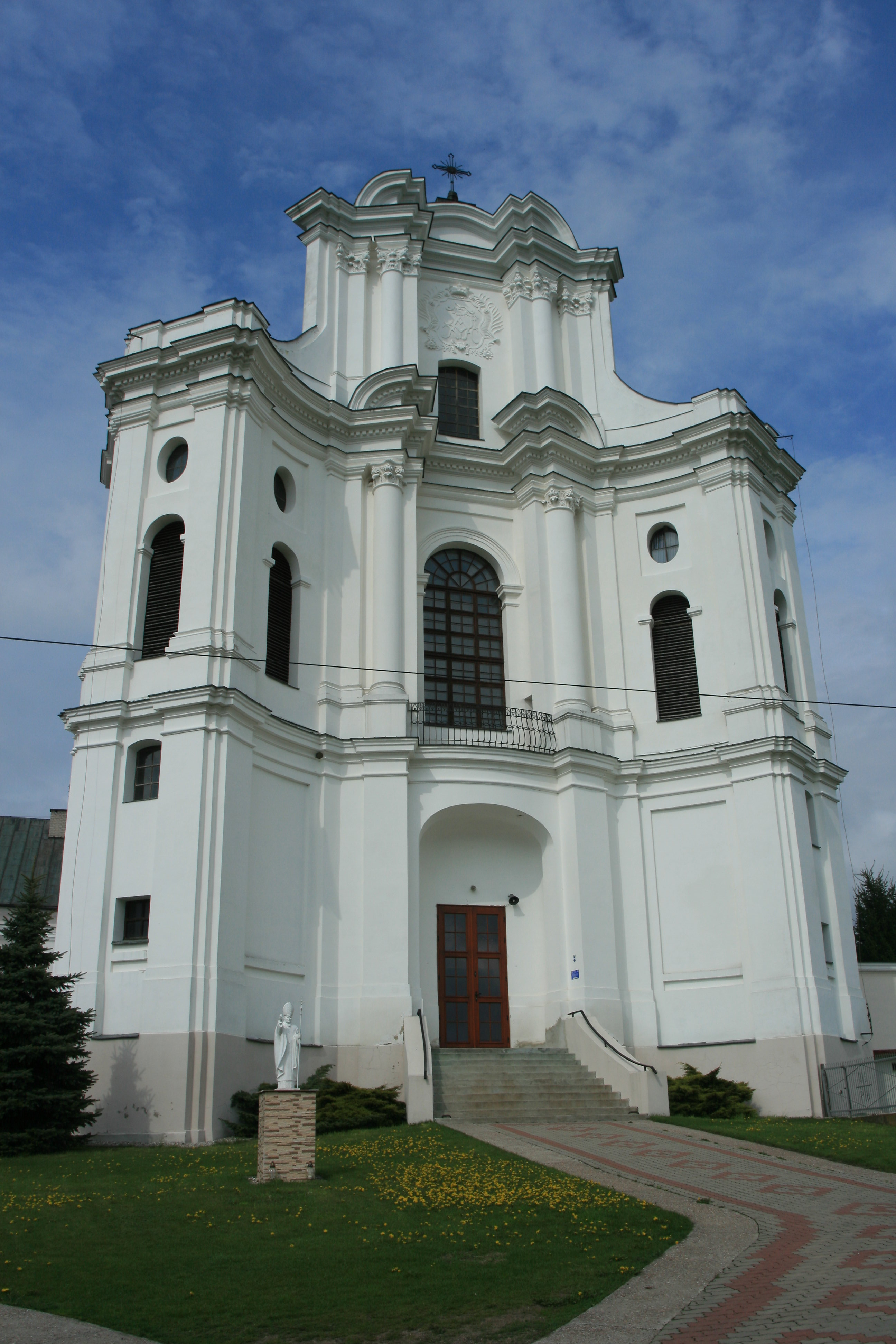
Igreja beneditina de Todos os Santos, de 1734, desenhado por Jakub Fontana

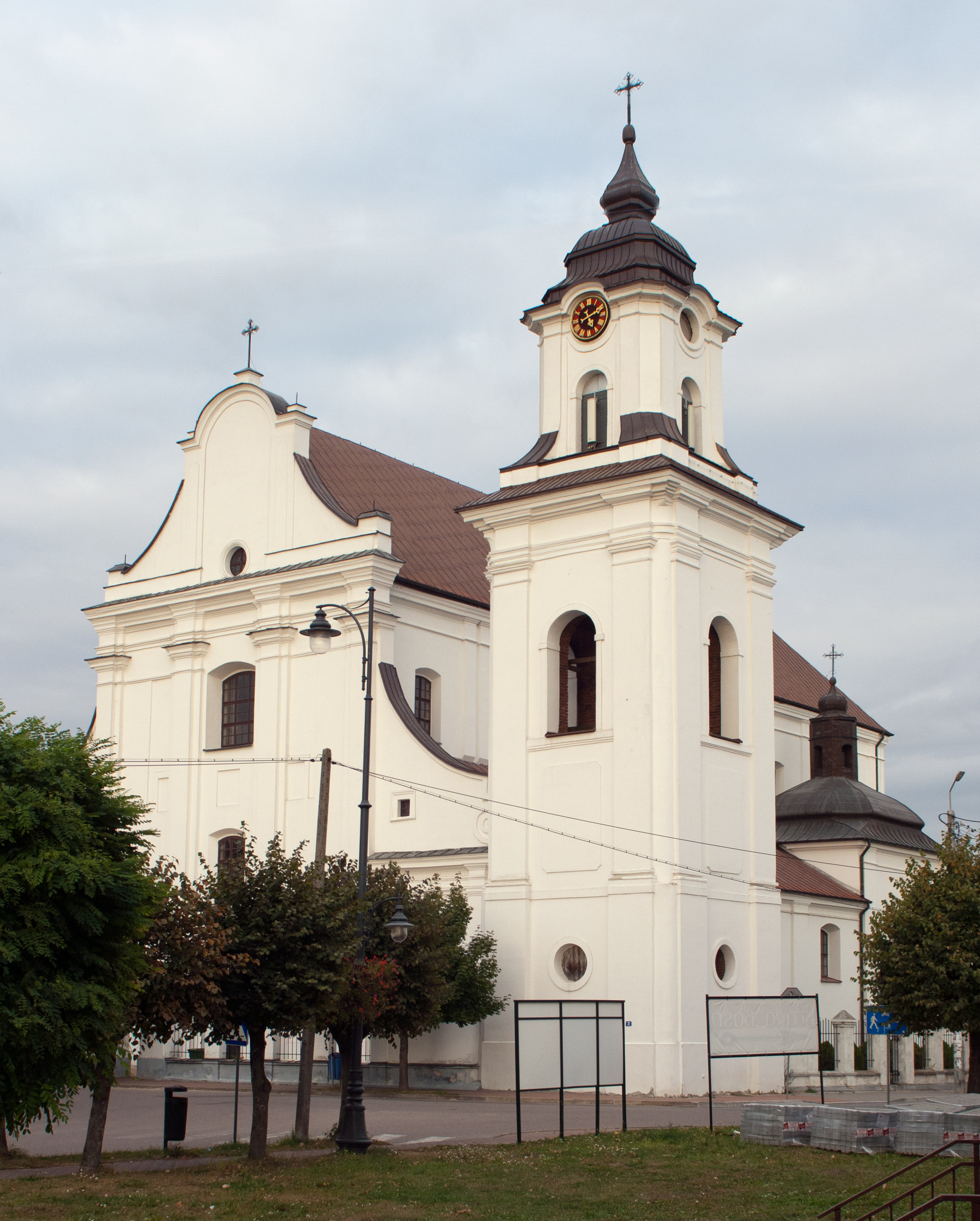
Igreja franciscana da Assunção da Bem-Aventurada Virgem Maria de 1682

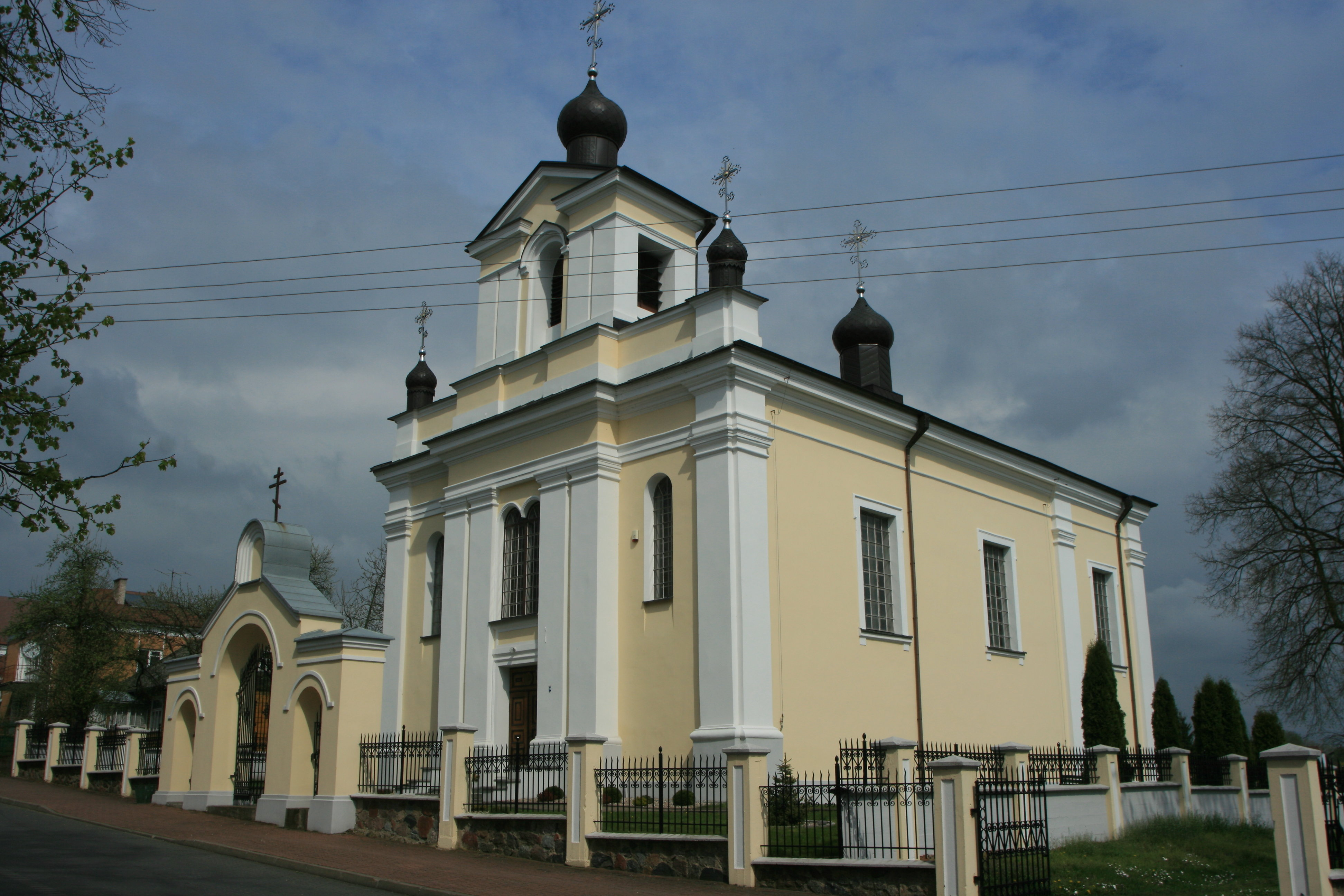
Igreja ortodoxa de São Nicolau

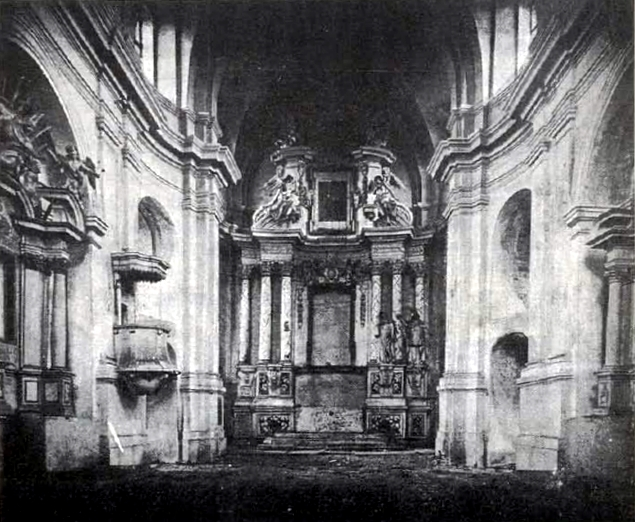
Altar da igreja beneditina em 1875 (destruído em 1940 pelos russos)

- Antiga fortaleza no morro do Castelo,[33] uma colina que costumava ser um elemento da força militar dos governantes do castelo, onde um castelo fortificado foi situado até o dilúvio sueco. Hoje existe um miradouro no pitoresco vale do rio Bug.
- Complexo do mosteiro jesuíta:
  - Catedral da Santíssima Trindade[34] de 1696 a 1709 em estilo barroco. A igreja original foi fundada pelo rei Ladislau II Jaguelão em 1392. Em 1555, uma igreja renascentista de tijolos foi construída. Após a destruição da igreja em 1657, a freguesia foi entregue à Ordem dos Jesuítas, que em 1709, concluiu a construção da igreja que existe hoje. Após a dissolução dos jesuítas, a paróquia foi transferida para a Ordem Religiosa das Escolas Pias. A igreja foi destruída durante a Primeira Guerra Mundial em 1914–1918. Reconstruída em 1919. Devastada em 1939–1940 (especialmente o interior). Foram preservados: um crucifixo do gótico tardio, uma escultura barroca do Cristo Doloroso, uma pia batismal renascentista tardia do início do século XVII, um ostensório rococó de 1786, pintura da Santíssima Trindade do século XVII, o sacrário do século XVIII. No interior, sob os afrescos do século XVIII, nas abóbadas renascentistas do templo repousam pessoas de mérito para a Igreja e para a Polônia.
  - Mosteiro jesuíta de 1729–1744 em estilo barroco em uma planta de ferradura sob a direção do jesuíta Jakub Ruoff/Rouffa (agora, Seminário Teológico Superior em Drohiczyn).
  - Colégio Jesuíta (construção: 1746–1751) projetado por Wincenty ou Wojciech Rachetti e fundado pelo superior do mosteiro, padre Stefan Kuczyński (1704–1773). No século XVIII, Collegium Nobilium. Incendiado durante a Primeira Guerra Mundial. Atualmente, Cúria Diocesana.
- Complexo do mosteiro franciscano:
  - Igreja da Assunção da Bem-Aventurada Virgem Maria[35] (construção: 1682–1715) com o altar principal de 1762, segundo a tradição, construído no local de uma igreja de madeira fundada pelo voivoda Mikołaj Nasuta em 1400. A primeira menção confirmada da igreja em fontes surgiu em 1470. A construção da atual igreja barroca começou em 1682 com contribuições da nobreza local. Uma sacristia do norte de 1682 e um tesouro do sul construído em 1734 como um arquivo de registros de terras em Drohiczyn. No interior, a Capela do Loreto de 1695 com altar rococó de 1774 e altar-mor em estuque rococó de 1762–1764. Altares pelos pilares do arco-íris de 1770–1774. O da esquerda com a pintura Visão de Santo Antônio de 1775, o da direita com uma pintura de São Francisco de 1774. Na pilastra do sul, altar classicista de 1780. No fechamento da nave norte, relíquias de um altar barroco de tijolos do século XVIII. A igreja foi seriamente danificada durante a Segunda Guerra Mundial, devolvida ao culto em 1949.
  - Campanário de cerca de 1770, em estilo barroco tardio, projetado por Kazimierz Kamieński
  - Mosteiro franciscano (construção 1737–1751) construído com os fundos de Marcin Kuczyński, o alferes de Bielsk (1663–1751). Após a Levante de Novembro de 1832, abrigou o quartel. Em 1889 foi transformada em uma escola. Atualmente desprovida de características elegantes, abriga o Museu Diocesano, a Congregação Religiosa das Irmãs de Nossa Senhora do Loreto e a Casa dos Padres Aposentados.
  - Portaria do século XVIII
  - Anexo do século XVIII, atualmente casa, rua Kraszewskiego 4
- Complexo do mosteiro das freiras beneditinas:
  - Igreja de Todos os Santos[36] de 1734–1738 no estilo barroco tardio das freiras beneditinas, projetado por Jakub Fontana, uma fundação de Wiktoryna Kuczyński (1668–1737) e Marcin Kuczyński. A primeira igreja de madeira foi fundada em 1623 pelo voivoda Wojciech Niemir. Foi destruída pelos suecos em 1657 e reconstruída em 1659. A atual igreja foi consagrada em 1744. Em 1854, as autoridades russas fecharam a igreja. Foi recuperada em 1918 e serviu como igreja escolar a partir de 1930. Durante a ocupação russa em 1939-1941, serviu como banheiro para as tropas soviéticas. Durante a ocupação alemã de 1941-1944, funcionou como paróquia. Em 1957, ela foi assumida pelas freiras beneditinas expulsas de Nesvizh. No interior da igreja encontram-se duas esculturas barrocas: Santa Escolástica e Santo Adalberto, pintura de São Benedito do início XVII e um crucifixo da 1.ª metade do século XVIII do altar-mor barroco não preservado.
  - Mosteiro das freiras beneditinas — no edifício de madeira anterior ao de 1709 e 1714, existia um hospital para vítimas da peste. O mosteiro de tijolos em estilo barroco foi construído nos anos 1734-1738. Em 1856, as autoridades russas fecharam o mosteiro e levaram as freiras para Vilnius. Nos anos seguintes, as freiras voltaram ao convento e dirigiram uma escola polonesa, atendendo também os insurgentes durante a Revolta de Janeiro. Após a queda da revolta, as autoridades czaristas fecharam novamente o mosteiro em 1864, transformando os edifícios em quartéis, e as freiras foram presas em Bielsk Podlaski. Depois de 1885, os russos ordenaram a demolição do mosteiro. Foi reconstruído sem quaisquer características de estilo em 1958−1960, sem a ala leste complementada em 1992. Atualmente sem quaisquer características de estilo.
- Igreja ortodoxa de São Nicolau[37] de 1792, no estilo classicista da fundação de Konstancja Kuczyński e Jakub Ciecierski. Originalmente construída como uma igreja do mosteiro da Ordem Basiliana Uniata. Ortodoxa desde 1839, cujo efeito foi a reconstrução em 1848 e a adição de cúpulas, a remoção de altares, o púlpito e os órgãos. Atualmente, um templo paroquial. Está localizada na praça Tadeusz Kościuszki.
- Capela barroca no cruzamento das ruas Świętojańska e Mieszko I com a imagem de São João Nepomuceno do século XVIII.
- Casa do primeiro semestre do século XIX, na praça Tadeusz Kościuszki 23
- Abrigos de combate de 1940-1941 (Linha Molotov)

não preservado
- Castelo real no monte do Castelo
- Mosteiro basiliano de 1798, localizado perto da igreja de São Mikołaja Cudtwórcy, de frente para a praça do mercado, com uma frente de dois andares e uma mais longa de um andar da rua Mazowiecka.
- Solar dos Tribunais do Marechal do século XVIII entre as ruas Dmochowskiego e Biskupia. Telhas de madeira com um alpendre. Provavelmente foi destruído pelos russos em 1940.
- Porto fluvial na parte ocidental do lado ruteno.
- Sinagoga de madeira localizada na rua Piłsudskiego 9. Incendiada em 22 de junho de 1941.
- Capela de madeira de Santa Bárbara. Demolida pelos russos em 1940.

## Museus
- Museu Diocesano em Drohiczyn[38] na rua Kraszewskiego 4 (em um determinado mosteiro franciscano). A coleção inclui documentos dos reis: Ladislau IV Vasa, João II Casimiro Vasa, Augusto II, o Forte, cálices, relicários, Ostensórios dos Jabłonowski, Sapieha, Radziwiłł, cintos para o kontusz, osculatórios, bandejas, castiçais, casulas, báculos: Bispo Zygmunt Łoziński e Papa Pio XII, e uma cadeira do Papa João Paulo II da visita ecumênica de 1999, vasos de estanho.
- Museu Regional em Drohiczyn[39] na rua Kopernika 9. A coleção inclui artefatos de escavações arqueológicas, tais como contas de vidro, encólpio (enkólpion; crucifixo peitoral usado pelos bispos ortodoxos) de bronze, pentes de cervos e chifres de alces, utensílios de barro, pulseiras de bronze, selos de chumbo dos séculos XII, XIII e XIV. A coleção também inclui ferramentas agrícolas e objetos cotidianos do século XIX e início do século XX e uma coleção de esculturas folclóricas. Uma coleção de motocicletas antigas está em exposição.
- Museu de Canoagem em Drohiczyn[40] na rua Kopernika 9, o único do gênero na Polônia, coleciona e expõe caiaques antigos, remos, equipamentos de canoagem e publicações relacionadas à história da canoagem.

## Monumentos e placas comemorativas

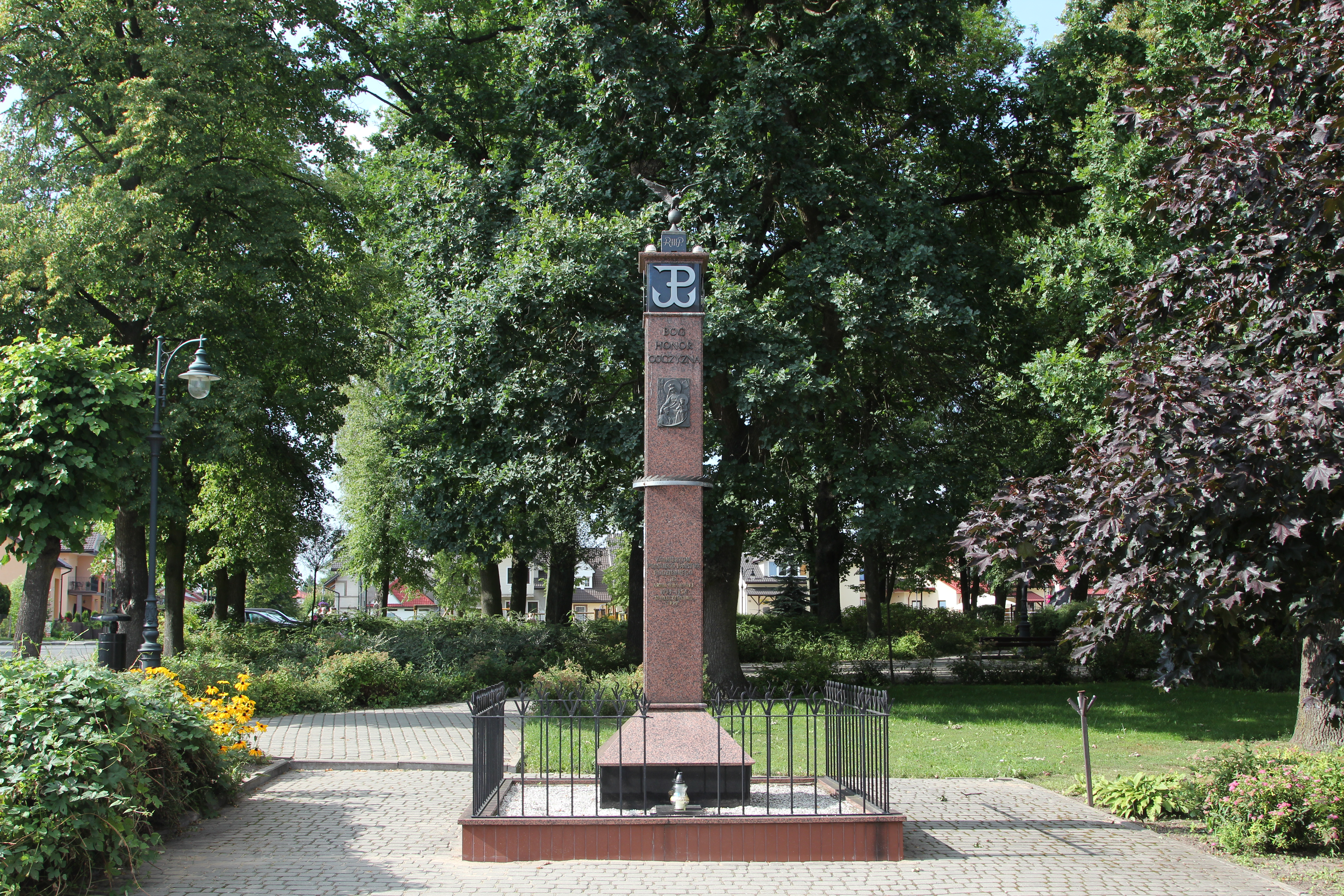
Monumento ao Exército da Pátria

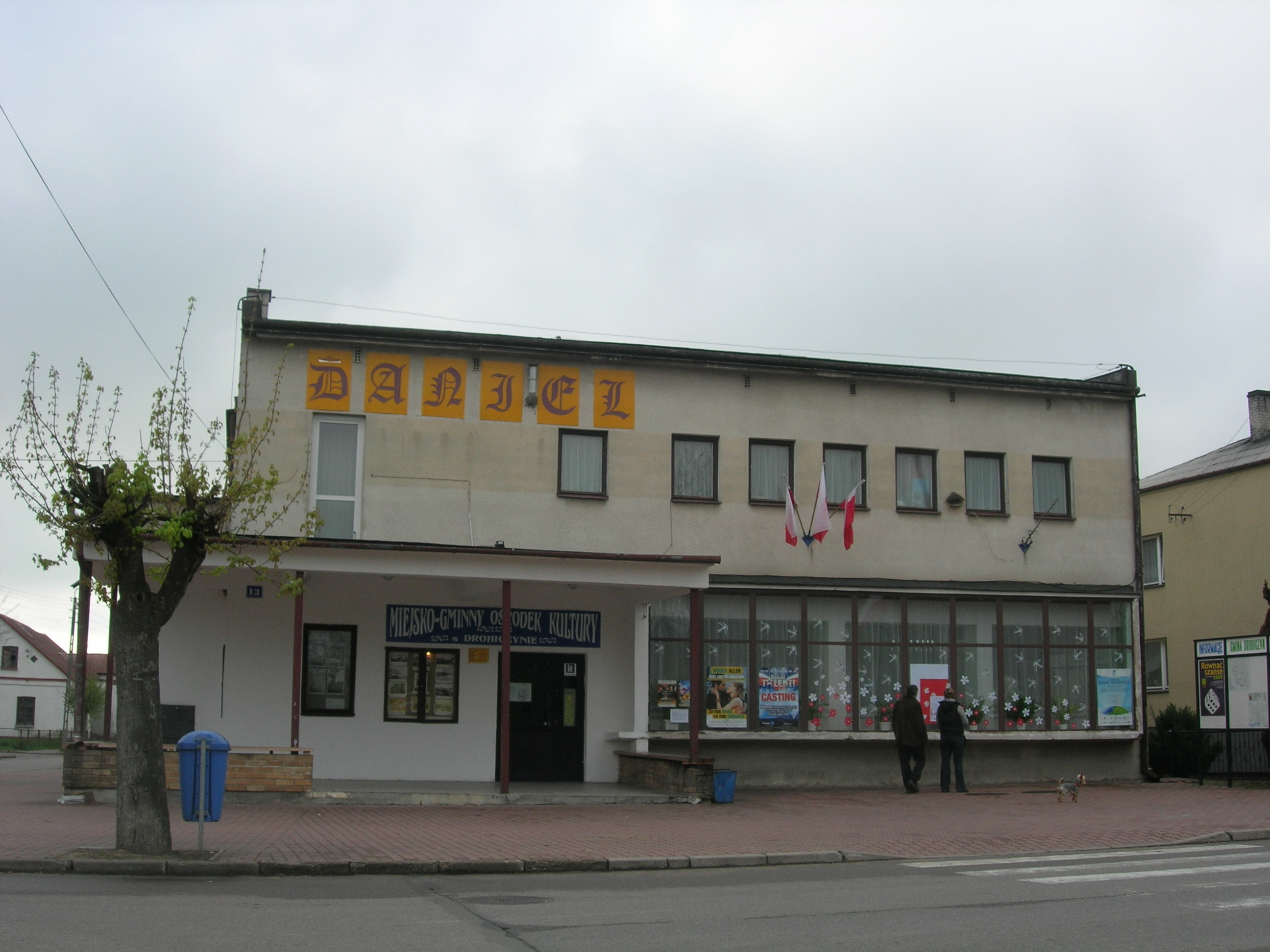
Cinema Daniel em Drohiczyn

- Monumento na praça do mercado em 3 de maio de 1919 para comemorar a Constituição de 3 de maio
- Túmulo do Soldado Desconhecido
- Obelisco de 1928 no monte do Castelo, erguido por ocasião do 10.º aniversário da reconquista da independência
- Monumento aos aviadores poloneses que morreram em setembro de 1939 sendo enterrados no cemitério paroquial
- Placa comemorativa por ocasião do 90.º aniversário das batalhas travadas em 19 de agosto de 1920 com os bolcheviques pela 8.ª Companhia do 1.º Regimento de Infantaria das Legiões.
- Monumento ao Exército da Pátria
- Obelisco comemorativo do 750.º aniversário do Congresso de Drohiczyn

## Centros culturais
- Centro Cultural Municipal e Comunal em Drohiczyn[41]
- Cinema Daniel[42]

## Periódicos locais
- Drohiczyński Przegląd Naukowy[43] — publicado pela Sociedade Científica Drohiczyn